# Gaston Stiegler
Gaston Stiegler, né le 17 septembre 1853 dans l'ancien 2e arrondissement de Paris, et mort le 2 août 1931 à Bailly en Seine-et-Oise, est un journaliste globe-trotter, reporter et écrivain voyageur français, diplômé de Centrale Paris.

## Biographie
Gaston Stiegler est le fils d'André-Édmond Stiegler, avocat à Paris, qui y meurt le 9 mai 1868 à 63 ans et de son épouse Anne-Catherine-Antoinette Pisson, également décédée à Paris le 11 mars 1886 à 86 ans.
D'abord ingénieur de l'École Centrale des Arts et Manufactures (Promotion 1877), il devient journaliste au Matin tout en collaborant à divers journaux dont L'Écho de Paris. Il est également bibliothécaire de la bibliothèque historique de la ville de Paris dite Saint-Fargeau. 
Il réalise en 1901 le premier tour du monde en moins de 80 jours pour un journaliste français, à la suite d'un pari du journal Le Matin voulant relever le défi lancé par Jules Verne dans son roman Le Tour du monde en quatre-vingts jours.
Il meurt chez son ami Édouard Calmettes (1851-1937), ingénieur des Arts et Manufactures, officier d'Académie et propriétaire à Bailly.

## Tour du monde

### Lettre de Jules Verne
Le 27 mai 1901, durant un grand dîner réunissant autour de Gaston Stiegler la direction, la rédaction et tous les chefs de service du journal, il lut la missive suivante qu'il venait de recevoir de Jules Verne :

« Amiens, le 26 mai 1901.
Cher monsieur, 
Je viens de lire dans Le Matin votre charmant article. Par malheur, je ne puis répondre que très brièvement. Partez donc en toute confiance. Vous réussirez et Phileas Fogg ne sera point jaloux si vous le reléguez au second plan. Et maintenant bon courage. 
Votre bien dévoué
Jules Verne. »

### Déroulement du voyage
« Le 29 mai 1901 à 1 h 50, Gaston Stiegler, homme de lettres et journaliste, s'embarquait dans le train de Russie à la gare du Nord. Le 30 au matin, il arrivait à Berlin, le 31 à Saint-Pétersbourg, le 1er juin à Moscou, le 3 juin à Samara.
Le 5 juin 1901, il quittait l'Europe pour rejoindre l'asiatique Tcheliabinsk et il attignit le 10 juin Irkoutsk. Le 23 juin, il arrivait à Blagovechtchensk. Et le 30 juin, à Vladivostok, le 5 juillet à Yokohama et le 17 juillet arrive aux États-Unis. De Victoria, où il débarqua, il se rendit à Seattle et arriva à Minneapolis, le 21 juillet, le 22 aux chutes du Niagara et 23 à New York. Parti de là pour l'Angleterre, il quitte Londres le 1er août 1901 au matin pour arriver à Boulogne-sur-Mer vers 13 heures, où une foule l'attendait. Il passe à Amiens vers 16 heures où il est salué par Jules Verne qui félicite, en le serrant dans ses bras, le vaillant disciple de son héros Philéas Fogg. 
À 17 h 59, Stiegler arrivait à Paris dans une gare du Nord comble, déjà envahie dès l'après-midi par la foule venue pour féliciter le héros qui venait de parcourir 34 448 kilomètres en 63 jours et 16 heures, emportant ainsi le record de vitesse du tour du monde de l'époque. »

## Publications
- Entretiens avec Jules Verne, Daniel Compère, Jules Verne, Jean-Michel Margot, Sylvie Malbrancq, éd. Slatkine, 1998  (ISBN 9782051015486)
- Le Maréchal Oudinot, Duc de Reggio, d'après les mémoires de la Maréchale, Plon, Nourrit & Cie, 1894
- Le Tour du Monde en 63 jours, Société française d'imprimerie et de librairie, 1901, illustré de ses propres photographies
- Amours tragiques de Napoléon III, Albin Michel, 1910